# 戒厳令の夜 (映画)
『戒厳令の夜』（かいげんれいのよる）は、1980年公開の山下耕作監督による日本映画。

## 概要
1973年9月のチリ・クーデターを背景にした五木寛之の小説『戒厳令の夜』を映画化したものである。
ただし、原作では実名のままである「チリ」という国名を伏せ、「ヌエバグラナダ」という仮想の国名を使用している。なお、ヌエバ・グラナダはコロンビアの旧称である。日本およびフランス、コロンビアでロケーションを行っている。

## あらすじ
江間隆之は、博多のバーで、南米の国家・ヌエバグラナダの画家であるパブロ・ロペスが描いたとされる絵「少女像」を発見する。そのことを大学の恩師の秋沢敬之助に報告するが、今までパブロ・ロペスの作品はすべて失われたとされており、秋沢にそんなことはありえないと否定される。しかし、その直後に秋沢は自殺した。
友人の伊崎により、パブロ・ロペスの絵はナチス占領下のパリで、ロペスのパトロンの女性のイザベルが殺害された際に強奪されたものと判明し、江間は右翼の黒幕の鳴海望洋に、このことを報告する。調査の末、パブロ・ロペスの絵画全てが日本に運び込まれ、筑豊の炭鉱に隠匿されたということが判明し、ヌエバグラナダの文化省高官でイザベルの従姉のバルデス夫人により、バブロ・ロペスの絵画ということが確認された。炭鉱主の原島雄一郎が秋沢に鑑定を依頼し、この事実を口止めしたということが、秋沢が娘の冴子にあてた遺書で明らかになる。
鳴海と、鳴海の腹心の部下で元自衛隊レンジャー教官の黒崎良平ら私兵集団は、原島らに対して「作戦行動」を展開し、パブロ・ロペスの絵画の奪還および責任追及を図るが、その現場に総理大臣が居合わせることとなる。
一方、江間と冴子は鳴海らの私兵集団と別れ、バブロ・ロペスの絵のことでヌエバグラナダへ行く。しかし、その国にはクーデターが迫っていた。バルデス夫人からの電話が途中で切れ、銃声がした。

## スタッフ
- 製作：竹中労・森敏男・若松孝二
- 監督：山下耕作
- 助監督：崔洋一・俵坂昭康
- 脚本：夢野京太郎(=竹中)、佐々木守
- 撮影：宮島義勇
- 音楽：ジョー山中
- 主題歌：「悲しみのフローレンス」アマリア・ロドリゲス

## キャスト
- 江間隆之：伊藤孝雄
- 秋沢冴子：樋口可南子
- 鳴海望洋：鶴田浩二
- 秋沢敬之助：佐藤慶
- 黒崎良平：伊吹吾郎
- 原島雄一郎：大木実
- 総理大臣：稲葉義男
- 谷沢康吉：長門勇
- バルデス夫人：ルス・エレナ・カルデナス

## エピソード
- 脚本の「夢野京太郎」は、製作を担当した評論家・竹中労のペンネーム[1]。
- 劇中のバブロ・ロペスの『少女像』は、日本の画家の竹中英太郎（竹中労の父）が、この映画のために作成した絵である[2]。